# Peter Pouly
Pour les articles homonymes, voir Pouly.
Peter Pouly, né le 29 juin 1977 à Saint-Étienne, est un cycliste français, spécialisé dans le VTT.

## Biographie
Peter Pouly pratique le BMX de 1985 à 1992. Il passe ensuite au VTT, à l'âge de 15 ans, et devient professionnel en 1994. En 1995, il est quatrième du championnat du monde de cross-country junior.
Troisième du Roc d'Azur en 2001, il remporte cette course en 2002, ce qu'il considère comme le meilleur souvenir de sa carrière.
En décembre 2002, il est suspendu un an par la Fédération française de cyclisme, pour un contrôle antidopage positif aux corticostéroïdes le 16 juin 2002, lors d'une manche de coupe de France de VTT à Bormes-les-Mimosas. Il reprend la compétition en mars 2004, chez MBK. En septembre, il devient champion de France marathon en remportant La Forestière. Il est troisième du Roc d'Azur le mois suivant.
En 2005, il conserve son titre de champion de France marathon, lors de la Vendée Verte. Il est troisième du championnat de France de cross-country et deuxième du Roc d'Azur, derrière Christoph Sauser.
Il arrête sa carrière professionnelle en fin d'année. Après cinq ans sans compétition, il dispute de nouveau des cyclosportives à partir de 2010.
Au milieu des années 2010, il participe à plusieurs épreuves sur route en Asie et remporte à deux reprises le Tour de l'Ijen (2014 et 2015), une épreuve inscrite au calendrier de l'UCI Asia Tour.
En mai 2016, il remporte pour la troisième fois le Tour de l'Ijen, ainsi que l'étape reine au sommet du volcan Ijen. Il est néanmoins déclassé au profit de Jai Crawford, car son vélo, ainsi que celui de plusieurs de ses équipiers, étaient non-conformes aux normes de l'Union cycliste internationale. Le vélo, pesé à l'arrivée après une requête de Crawford, présentait seulement 6,2 kilogrammes, soit 600 grammes de moins que la limite autorisée par l'UCI.

## Palmarès
- 1995
  -  Champion de France VTT juniors
  - 8 manches de la Coupe de France
  - Roc Laissagais
  - 2e de la Classique des Alpes juniors
  - 4e du championnat du monde junior
- 1998
  -  Champion de France VTT espoirs
  - 8e du championnat du monde junior
- 1999
  -  Champion de France VTT espoirs
- 2001
  - 3e du Roc d'Azur
- 2002
  - Roc d'Azur
  - GP de Meyruels
- 2003
  - 2e des Boucles du Causse Corrézien
- 2004
  -  Champion de France de VTT marathon
  - 2e des Boucles du Causse Corrézien
  - 2e du championnat de Midi-Pyrénées sur route
  - 3e du Roc d'Azur
- 2005
  -  Champion de France de VTT marathon
  - 2e du Roc d'Azur
- 2011
  - Haute Route
- 2012
  - Haute Route
  - Doi Inthanon
  - 2e du Taiwan KOM Challenge
- 2013
  - Haute Route
  - Doi Inthanon
  - 3e de l'étape du Tour
- 2014
  - La Marmotte
  - 9e étape de la Ronda Pilipinas
  - Tour de l'Ijen :
    - Classement général
    - 3e étape

  - 2e de la Ronda Pilipinas
  - 2e de l'Étape du Tour
- 2015
  - Tour de l'Ijen :
    - Classement général
    - 3e étape
- 2017
  - 4e étape du Masters Tour of Chiang Mai (contre-la-montre)
  - 2e du Tour du lac Poyang
  - 2e du Masters Tour of Chiang Mai
- 2018
  - 3e étape du Masters Tour of Chiang Mai
  - 2e du Masters Tour of Chiang Mai

## Classements mondiaux
| Année                                 | 2014 | 2015 | 2016 | 2017  |
| ------------------------------------- | ---- | ---- | ---- | ----- |
| Classement mondial                    |      |      | nc   | 1535e |
| UCI Asia Tour                         | 70e  | 57e  | nc   | 255e  |
|                                       |      |      |      |       |
| Légende : nc = non classéSource : UCI |      |      |      |       |